# Prepona pebana
Prepona pebana är en fjärilsart som beskrevs av Le Moult 1932. Prepona pebana ingår i släktet Prepona och familjen praktfjärilar. Inga underarter finns listade i Catalogue of Life.